# Castelo de Lastours

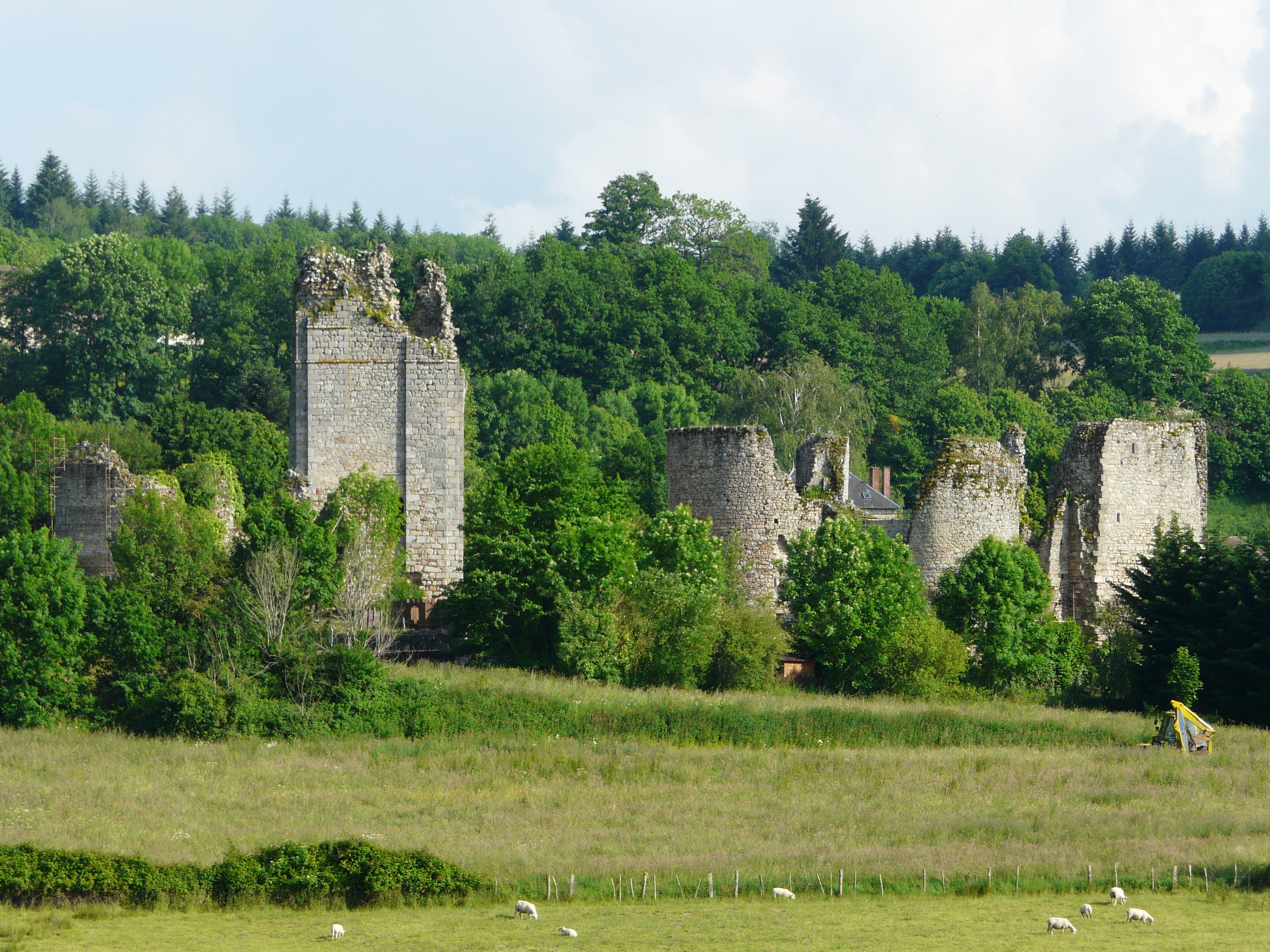
Castelo de Lastours

O Château de Lastours (Limousin : Chasteu de Las Tors) é um castelo em ruínas na comuna de Rilhac-Lastours em Haute-Vienne, na França.
A construção começou no século XII. Hoje em ruínas, foi a antiga residência dos seigneurs e mais tarde barões de Lastours. Uma associação voluntária, ao longo de várias décadas, restaurou o castelo, um dos pontos altos da história de Limousin.
Está classificado desde 1956 como monumento histórico pelo Ministério da Cultura da França.